# Lithocarpus maingayi
Lithocarpus maingayi är en bokväxtart som först beskrevs av George Bentham, och fick sitt nu gällande namn av Alfred Rehder. Lithocarpus maingayi ingår i släktet Lithocarpus och familjen bokväxter. IUCN kategoriserar arten globalt som sårbar. Inga underarter finns listade.